# Shoji
SHOJI（shoji ショージ、しょうじ) は、日本のミュージシャン、ギタリスト、サウンドプロデューサー。大阪府出身

## 略歴
1987年、LADIESROOMに参加。
1989年、日米混合バンドMAZERANとしてクラウンレコードよりアルバム『MAZERAN』をリリース。プロデューサーとして日本のロックバンドPRESENCEのギタリスト白田一秀（RUDY）がクレジットされている。
1992年、現D'ERLANGERのSEELAらと共にFix結成。
1995年、Fixメジャーデビュー。
1996年、Fix解散。
1996年「アムネジア　AMNESIA」別冊少女コミックに掲載された、おおや和美の人気コミックのイメージ・アルバム。板谷祐TUSK（ジキル）人時（黒夢）GEORGE（レディースルーム）そうる透、ホッピー神山参加。
1996年、元DIE IN CRIESのベーシストTAKASHI、元LADIESROOMのドラマーJUNらとFAME結成。アルバム『from the sky』をワーナーミュージックジャパンよりリリース。
1997年、「Tribute to THE STARCLUB featuring HIKAGE」に参加。
参加曲「ACTION STREET」（参加メンバーHIKAGE(Vo)/SHOJI(G)/TAKASHI(B)/高橋まこと(Dr)清春（cho)）
1998年、渡辺忠士（現渡辺正 (俳優)）「CALLING YOU」イーストウエスト・ジャパン
大関酒造「ファイバー・イン・OZEKI」CMソングプロデュース
2001年、FAME解散後、清春（黒夢・SADS）のプロデュースのもと、ShojiとRUMIKOからなるユニットバンドCAVEとしてポニーキャニオンからデビュー。
- X JAPANのギタリストhideのトリビュートアルバム『hide TRIBUTE SPIRITS』(1999年発売)に清春と共に参加。曲は「Beauty & Stupid」。
- ROUAGEや凛などの数々のバンドのプロデュースを手がけている。
- 元Dope HEADzのヴォーカリスト　Shame のプロデュースおよび楽曲提供
- LADIESROOMのベーシストGEORGE によるアコースティックユニット我孫子神音会に参加

### バンド遍歴
- LADIESROOM(1988)
- MAZERAN (1989)
- Fix (1992)
- FAME~HyBrid (1996)
- CAVE (2001)

## プロデュース・楽曲提供
- ROUAGE
- 渡邉忠士
- AMNESIA - 別冊少女コミックに掲載された,おおや和美の人気コミックのイメージ・アルバム。
- 凛
- さくらんぼ - 双子の障害者ユニット
- Shame